# دانشکده سینما و تئاتر دانشگاه هنر
دانشکده سینما و تئاتر دانشگاه هنر بخشی از دانشگاه هنر تهران است، تأسیس این دانشکده به سال ۱۳۳۶ خورشیدی بازمی‌گردد؛ و بعد از انقلاب اسلامی در سال ۱۳۵۸ مجتمع دانشگاهی هنر از ادغام چند مؤسسهٔ آموزش عالی از جمله دانشکدهٔ هنرهای دراماتیک ایجاد شد. بعد از بازگشایی دانشگاه‌ها در سال ۱۳۶۲ این دانشکده با عنوان دانشکدهٔ سینما و تئاتر دانشگاه هنر دارای دو رشتهٔ کارشناسی و چهار رشتهٔ کارشناسی ارشد است. پذیرش دانشجو در دانشکدهٔ سینما و تئاتر دانشگاه هنر از طریق کنکور سراسری انجام می‌گیرد؛ که داوطلبان بعد کنکور و کسب امتیازات لازم برای مصاحبهٔ علمی فراخوانده می‌شوند و پذیرش نهایی از بین آن‌ها صورت خواهد گرفت که اکنون مصاحبهٔ علمی از این رشته برداشته شده است.

## تاریخچه
مؤسسه عالی هنرهای دراماتیک تهران یکی از دانشکده‌های دولتی ایران و تحت پوشش وزارت فرهنگ و هنر بود. هنرهای دراماتیک تهران بازماندهٔ هنرکده دراماتیک از وزارت فرهنگ و هنر تهران بود و از این لحاظ از کهن‌ترین موسسات هنری و آکادمیک ایران محسوب می‌شود. هنرهای دراماتیک تا سال ۱۳۵۹ در خیابان آبسردار تهران دایر بود. این دانشکده که سال ۱۳۴۳ با مجوز وزارت فرهنگ و هنر تأسیس شده بود در سال ۱۳۵۹ با شروع انقلاب فرهنگی منحل شد.
هنرکدهٔ هنرهای دراماتیک در سال ۱۳۴۳ با مجوز وزارت فرهنگ و هنر سابق تأسیس شد و سال ۱۳۴۹ هنرکده به دانشکدهٔ هنرهای دراماتیک تغییر نام داد. براساس مصوبهٔ شورای گسترش آموزش عالی از سال ۱۳۷۰ دانشگاه هنر (ادغام‌شدهٔ قبلی پنج مؤسسهٔ آموزشی هنر پیشین دانشگاه ملی)، دانشکدهٔ سینما و تئاتر و سه بنیاد دیگر: دانشکدهٔ هنرهای کاربردی، هنرهای تجسمی، سینما و تئاتر و پردیس اصفهان فعالیت خود را ادامه داد که دانشکده‌های؛ موسیقی در سال ۱۳۷۳، معماری و شهرسازی در سال ۱۳۸۰، حفاظت و مرمت و علوم نظری و مطالعات عالی هنر، به مجموعهٔ دانشکده‌های دانشگاه هنر افزوده شدند. دانشکدهٔ پردیس اصفهان نیز از سال ۱۳۷۹ از مجموعهٔ دانشگاه هنر جدا شد. هم‌اکنون دانشکدهٔ سینما و تئاتر دانشگاه هنر دارای رشته‌های کارشناسی و کارشناسی ارشد است.

## گروه‌های تحصیلی
این دانشکده دارای دو گروه تحصیلی در مقطع کارشناسی و سه گروه تحصیلی در مقطع کارشناسی ارشد است. گروه سینما و گروه تئاتر گروه‌های مقطع کارشناسی و گروه‌های انیمیشن، سینما و نمایش گروه‌های مقطع کارشناسی ارشد هستند.
دانشجویان مقطع کارشناسی سینما در یکی از چهار گرایش کارگردانی، تدوین، فیلمنامه‌نویسی و فیلمبرداری و دانشجویان مقطع کارشناسی تئاتر در یکی از چهار گرایش ادبیات نمایشی، بازیگری و کارگردانی، نمایش عروسکی و طراحی صحنه تحصیل می‌کنند.

## رشته‌های تحصیلی
در مجموع هنرهای دراماتیک سالانه با حدود ۱۰۰ دانشجوی جدید کارش را شروع کرده و در طول هفده سال دایر بودن بسیاری از هنرمندان کشور را جهت فعالیت در هنرهای نمایشی تربیت نمود.
- رشته بازیگری وکارگردانی
- رشته سینما در چهار گرایشِ تدوین، کارگردانی، فیلمبرداری و فیلمنامه‌نویسی
- رشته ادبیات دراماتیک
- رشته تئاتر عروسکی
- طراحی صحنه

## جشنواره‌ها
در این دانشکده سالانه جشنواره‌های بسیاری از جمله جشنواره مونولوگ، جشنواره بین‌المللی عروسکی، هفتهٔ تئاتر دانشگاه هنر، جشنوارهٔ دانش‌آموختگان (برای فارغ‌التحصیلان) و جشنوارهٔ فیلم کوتاه نهال برگزار می‌شود. جشنوارهٔ مونولوگ دانشگاه هنر از سال ۱۳۹۰ آغاز به کار کرد و در طی ۸ دوره، خود را به عنوان یکی از معتبرترین جشنواره‌های مونولوگ کشور در کنار جشنوارهٔ مونولیو مطرح کرد.
جشنوارهٔ نهال از سال ۱۳۸۳ هر ساله برگزار می‌شود و محل دائمی برگزاری آن تالار فارابی دانشکدهٔ کاربردی دانشگاه هنر واقع در چهارراه ولیعصر تهران است. البته از ۱۳۸۴ به بعد، شرکت در جشنوارهٔ فیلم کوتاه دانشجویی نهال برای همهٔ دانشجویان دانشگاه هنر (همه ورودی‌ها) آزاد شد. همچنین از سال ۱۳۹۰ این امکان به وجود آمد تا تمامی دانشجویان هنری کشور توانایی شرکت در این جشنوارهٔ رقابتی را داشته باشند.
جشنوارهٔ بین‌المللی تئاتر عروسکی دانشجویان از مهم‌ترین جشنواره‌های تئاتری کشور است که به میزبانی این دانشکده همه ساله برگزار می‌شود.

## نشریه‌ها
گروه نمایش دارای نشریات معتبری چون کنش، سینماتوگراف، نحو و ماریک است که به صورت دوره‌ای چاپ و منتشر می‌شوند.
این دانشکده مجلهٔ دیجیتالیِ پدیدار را با موضوع سینما، تئاتر و ادبیات منتشر می‌کند.

## استادان شاخص هنرهای دراماتیک
- مهدی فروغ
- رکن‌الدین خسروی
- هوشنگ کاووسی
- امیراشرف آریان‌پور
- پرویز شفا
- کامبیز صمیمی مفخم
- نصرت کریمی
- اسماعیل شنگله
- محمدرضا تقوی فرد
- هنگامه مفید
- حمید سمندریان
- جواد ذوالفقاری
- کامبوزیا پرتوی
- قاسم هاشمی نژاد
- رامین حاج عظیمی

## دانش‌آموختگان
- حبیب الله کاسه ساز
- اکبر عالمی
- رخشان بنی‌اعتماد
- احمد ضابطی جهرمی
- حسام‌الدین سراج
- اصغر همت
- ناصر شفق
- اسماعیل براری
- آیدا پناهنده
- آزیتا حاجیان
- سروش محمدزاده
- گیتی خامنه
- افشین هاشمی
- تینا پاکروان
- حسن معجونی
- شهرام نجاریان
- رضا حامدی خواه
- امیر حدسنی
- سعید پوراسماعیلی
- افشین رازی
- فرزانه زحلی
- بابک لطیفی
- دکتر شهرام گیل آبادی
- مهدی علینقی پور
- میثم عبدی
- گلزار محمدی
- مجید اخشابی
- آبان عسکری

از دانشکده سینما و تئاتر دانشگاه هنر  حسین ملایمی و شیرین سوهانی دو فارغ التحصیل رشته انیمیشن می باشند که موفق به کسب جایزه اسکار شده اند.